# 530 Turandot
Turandot (asteroide 530) é um asteroide da cintura principal com um diâmetro de 84,85 quilómetros, a 2,4783331 UA. Possui uma excentricidade de 0,2212813 e um período orbital de 2 073,79 dias (5,68 anos).
Turandot tem uma velocidade orbital média de 16,69564501 km/s e uma inclinação de 8,56286º.
Esse asteroide foi descoberto em 11 de Abril de 1904 por Max Wolf.